# Nacionalna udruga za fortifikacije Pula
Nacionalna udruga za fortifikacije - Pula (NUF - Pula) je udruga čija je djelatnost sakupljanje dokumentacijskog materijala o povijesnim fortifikacijama, bivšim vojnim objektima, podzemnim gradnjama, skloništima svih namjena i povijesnoj fortifikacijskoj arhitekturi. Udruga je osnovana 19. rujna 2006. godine. Sjedište udruge je u Zagrebu.
Udruga okuplja građane koji pokazuju interes za zaštitom fortifikacijskih objekata, bivših vojnih objekata, podzemnih gradnji, skladišta svih namjena. Udruga provodi zaštitu povijesnih fortifikacija, bivših vojnih objekata, podzemnih gradnji, skladišta svih namjena uz pomoć vlastitih sredstava i sredstava dobivenih donacijama uz obvezu suradnje i ishođenja potrebnih odobrenja Ministarstva kulture Republike Hrvatske, sukladno zakonskim odredbama.
NUF - Pula često organizira volonterske radne akcije u vezi zaštite i održavanja fortifikacijskih objekata, poštujući intaknost zatečene arhitekture i dijelova građevina, infrastrukture i inventara. Udruga također vrši dopunu topografskih snimaka fortifikacijskih objekata. Sve poduzete akcije koordinirane su s Ministarstvom kulture i Konzervatorskim odjelom Pula jer je većina incijative posvećena fortifikacijskim objektima u sklopu fortifikacijskog sustava Pule.
Udruga posjeduje bogatu arhivu u kojoj se nalazi pisana građa i fotodokumentacija o raznim fortifikacijama. Članstvo u udruzi čine i osobe izvan Pule tako da članovi često obavljaju radove na zaštiti i održavanju pojedinih utvrda širom Hrvatske.
NUF - Pula priprema tematske izložbe, te organizira predavanja i projekcije za škole, vrtiće i zainteresirane građane, a u skoroj budućnosti planira i otvaranje muzeja fortifikacija.

## Više informacija
- Pulske fortifikacije